# Makhatjkala
Makhatjkala (russisk: Махачкала, tr. Makhatjkala; avarisk: МахӀачхъала, tr. MakhӀatjkhala; lesgisk: Магьачкъала, tr. Magatjkala; kumykisk: Магьачкъала, tr. Magatjkala) er en by i den sydrussiske republik Dagestan. Byer er hovedstad i Dagestan og har 662.660 (2023) indbyggere. Makhatjkala ligger på det Kaspiske havs vestlige bred centralt i Dagestan, ca. 1.800 km sydsyøst for Moskva.

## Geografi
Makhatjkala ligger ved vestkysten af Det Kaspiske Hav i ved foden af Kaukasus på bredden af floderne Tjerkes-ozen (russisk: Черкес-озень) og Tarnairka (russisk: Тарнаирка). Fra nordvest til syd krydses byen af kanalen Oktoberrevolutionen (russisk: Октябрьской Революции). I byen ligger søerne Vuzovskoje, Ak-Gjol og Grjazevoje.
Mod nordnordøst er der omkring 1600 km i luftlinje og 1.807 km via vej til Moskva. Makhatjkala ligger ca. 200 km nord for grænsen mellem Rusland og Aserbajdsjan. Den nærmeste by er Kaspijsk godt 20 km sydøst for Makhatjkala.

### Klima
Byen har tørt tempereret fastlandsklima. Den gennemsnitlige årlige temperatur er 12,4 °C. Sommeren er varm, i sommermånederne er den gennemsnitlige temperatur 23,6 °C, den daglige maksimale temperatur kan nå på op til + 36-38 °C. Vinteren er mild. Den gennemsnitlige temperatur på 1,7 °C, men kan om natten falde til under nul. Den årlige nedbør er 410-450 mm, den relative luftfugtighed er på omkring 70% om året (om vinteren op til 80%), og omkring 50% i juli og august. I sommermånederne er det maksimale antal klare dage. Varigheden af sommerperioden (med temperaturer over 15 grader) er 150 dage, begyndende den 11. maj til den 7. oktober. Den dominerende vindretning er sydøst og nordvest, den gennemsnitlig vindhastighed er 4,3 m/s.
| J F M A M J J A S O N D 25 4 2 24 4 2 14 8 5 24 14 10 27 21 16 23 26 21 21 29 24 22 29 24 34 23 20 45 17 14 25 10 8 24 7 5 Gennemsnitlige max. og min. temperaturer i °C Nedbørsmængde i mm Kilde: yandex.ru |        |        |          |          |          |          |          |          |          |         |        |
| J | F      | M      | A        | M        | J        | J        | A        | S        | O        | N       | D      |
| 25 4 2 | 24 4 2 | 14 8 5 | 24 14 10 | 27 21 16 | 23 26 21 | 21 29 24 | 22 29 24 | 34 23 20 | 45 17 14 | 25 10 8 | 24 7 5 |
| Gennemsnitlige max. og min. temperaturer i °C |        |        |          |          |          |          |          |          |          |         |        |
| Nedbørsmængde i mm |        |        |          |          |          |          |          |          |          |         |        |
| Kilde: yandex.ru |        |        |          |          |          |          |          |          |          |         |        |

| J                                             | F      | M      | A        | M        | J        | J        | A        | S        | O        | N       | D      |
| 25 4 2                                        | 24 4 2 | 14 8 5 | 24 14 10 | 27 21 16 | 23 26 21 | 21 29 24 | 22 29 24 | 34 23 20 | 45 17 14 | 25 10 8 | 24 7 5 |
| Gennemsnitlige max. og min. temperaturer i °C |        |        |          |          |          |          |          |          |          |         |        |
| Nedbørsmængde i mm                            |        |        |          |          |          |          |          |          |          |         |        |
| Kilde: yandex.ru                              |        |        |          |          |          |          |          |          |          |         |        |

## Historie
Den ældste bosættelse på stedet, hvor Makhatjkala ligger i dag, menes at have været en bebyggelse på den gamle karavanevej til byen Derbent i 600-tallet. Den nuværende by blev grundlagt i 1844  som fæstningen Petrovskoje (russisk: Петровское), der navngavs til minde om Peter den Stores persiske felttog. Samtidig indledtes etableringen af en havneby nær fæstningen. I 1850'erne voksede en bebyggelse frem omkring fæstningen og havnen. Bebyggelsen fik 1857 bystatus og fik navnet Port-Petrovsk (russisk: Порт-Петровск).
I slutningen af 1800-tallet udvikledes industrien i byen med opførelsen af et bryggeri i 1876. I 1896 blev Petrovsk-Port forbundet med det russiske jernbanenet ved etablering af jernbanen mellem Rostov ved Don og Baku. Ved århundredeskiftet var befolkningen i byen på omkring 10.000. De vigtigste økonomiske aktiviteter på det tidspunkt var tekstil- og tobaksindustri, råolietransport og fiskeri.
I 1921 omdøbtes byen til Makhatjkala, hvor kala er tyrkisk for "fæstning" og Makhatj efter den lokale bolsjevik Magoméd-Ali Dakhadáev, hvis dæknavn var "Makhatj". Direkte oversat betyder Makhatjkala "Makhatjs fæstning". I 1921 blev Makhatjkala samtidigt hovedstad i den nydannede Dagestan ASSR, som har været en autonom republik i Den Russiske Føderation siden 1990. Den 14. maj 1970 blev Makhatjkala hårdt ramt af et jordskælv. Byen er siden blevet genopbygget.
I forbindelse med konflikten i Tjetjenien har byen været ramt af en række terrorangreb. Den 20. maj 2013 blev fire mennesker dræbt og 35 mennesker blev såret ved terrorangreb foran retsbygningen i Makhatjkala. Først eksploderede en bilbombe og da redningstjenesten ankom 15 minutter senere detonerede en anden bombe. Kun fem dage senere, den 25. maj sprængte en kvinde sig selv i luften i nærheden af Indenrigsministeriet og sårede 18 mennesker, herunder 5 politifolk.

### Befolkningsudvikling
| År   | Indbyggertal |
| ---- | ------------ |
| 1897 | 9.753        |
| 1939 | 86.836       |
| 1959 | 119.334      |
| 1970 | 185.863      |
| 1979 | 251.371      |
| 1989 | 317.475      |
| 2002 | 462.412      |
| 2010 | 572.076      |

Note: Data fra folketællinger

## Demografi
Makhatjkala er en multietnisk by med over 15 nationaliteter, hvoraf avarere udgør lidt over en fjerdel af befolkningen, og russere udgør lidt over en tyvendedel. Ved folketællingen i 2010 opgav beboerne følgende etniske tilhørsforhold:
|                 | antal 2010 | %        |
| --------------- | ---------- | -------- |
| Avarere         | 186 088    | 26,70 %  |
| Darginere       | 106 631    | 15,30 %  |
| Kumyker         | 133 592    | 19,17 %  |
| Lezginere       | 88 604     | 12,71 %  |
| Lakere          | 86 089     | 12,35 %  |
| Russere         | 37 641     | 5,40 %   |
| Tabassaranere   | 14 086     | 2,02 %   |
| Rutulere        | 8 673      | 1,24 %   |
| Agulere         | 6 581      | 0,94 %   |
| Aserbajdsjanere | 6 333      | 0,91 %   |
| Tsakhurere      | 3 167      | 0,45 %   |
| Tatarer         | 2 139      | 0,31 %   |
| Armeniere       | 1 501      | 0,22 %   |
| Nogajere        | 6 330      | 0,91 %   |
| Tjetjenere      | 1 179      | 0,17 %   |
| andre           | 3 473      | 0,50 %   |
| ikke oplyst     | 4 778      | 0,69 %   |
| i alt           | 696 885    | 100,00 % |

## Administrativ inddeling
Byen er inddelt i tre rajoner:
| Rajon     | Russisk navn    | Indbyggertal (2016 anslået) | Makhatjkalas rajoner            |
| --------- | --------------- | --------------------------- | ------------------------------- |
| Kirovskij | Кировский район | 180.547                     | · Kirovskij Sovetskij Leninskij |
| Sovetskij | Советский район | 204.697                     | · Kirovskij Sovetskij Leninskij |
| Leninskij | Ленинский район | 202.632                     | · Kirovskij Sovetskij Leninskij |

## Økonomi
Den vigtigste industribranche er olieraffinaderierne. Derudover er der maskinteknik og tekstilfabrikker. Der er også adskillige administrative og uddannelsesmæssige institutioner i byen, herunder et forskningscenter for det russiske videnskabsakademi med ca. 20 forskningsinstitutter.

### Trafik
Gennem byen løber hovedruterne fra Rusland til Aserbajdsjan og Iran, herunder Europavej /P217, der fortsætter til Aserbajdsjan samt P275, der fortsætter til Levasji 100 km sydvest for Makhatjkala. Europavej /M29 fra Brest i Frankrig ender her. Byen har også en betydelig havn, som er den eneste russiske havn ved Det Kaspiske Hav, der er isfri hele året. I byen er der en jernbanestation på den nordlige kaukasiske jernbane, med forbindelser også til Moskva, Baku, Rostov ved Don og Kazan samt Makhatjkala International Airport. Det offentlige transportnet består af flere trolleybuslinjer samt busser, taxier og linjebiler.

## Kultur
Byen er også mediecenter i regionen. I Makhatjkala findes talrige aviser, herunder "Dagestanskaja pravda" og den islamiske "As-Salam". Derudover er flere regionale tv-stationer baseret i byen.

## Sport
Byens fodboldhold, Anzji Makhatjkala fra Ruslands Premier League, spiller på 15.200-pladsers store Dynamo Stadion.
Fodboldklubben blev grundlagt i 1991, og vendte tilbage til Premier League i 2009. I januar 2011 blev klubben købt af den dagestanske milliardær Sulejman Kerimov, [21] hvis investering har givet klubben mulighed for at indkøbe spillere som den brasilianske spiller Roberto Carlos og den kamerunske angriber Samuel Eto'o, der i sin tid i klubben blev verdens højest betalte spiller. På grund af den seneste uro i området bor spillerne i øjeblikket i Moskva, og væbnede vagter patruljerer deres hjemmekampe.

## Venskabsbyer
Makhatjkala er venskabsby med følgende byer:
| - Biskra, Algeriet - Smoljan, Bulgarien - La Roche-sur-Yon, Frankrig - Rotterdam, Holland | - Brescia, Italien - Siping, Kina - Sfax, Tunesien - Yalova, Tyrkiet | - Oldenburg, Tyskland - Spokane, USA - Ndola, Zambia |

## Personer fra Makhatjkala
- Rustam Khabilov - russisk Mixed Martial Arts verdensmester
- Dzjamaladdin Magomedov - russisk/aserbajdsjansk fristilsbryder
- Magomedov Sajgidmagomedovitj - russisk bryder
- Rasjid Magomedov - russisk Mixed Martial Arts-kæmper
- Magomed Musajev - kirgisisk fristilsbryder
- Mutalimov Marid - kasakhisk bryder
- Vladimir Nazlymov - sovjetisk/russisk fægter (træner)
- Khadzjimurad Nurmagomedov - russisk/armensk fristilsbryder
- Khabib Nurmagomedov - russisk Mixed Martial Arts-kæmper
- Sjarip Sjaripov - russisk bryder
- Ruslan Sjejkhov - hviderussisk bryder
- Zalimkhan Yusupov - tadsjikisk bryder